# São Marcos Baixo
São Marcos Baixo é um distrito do município de Constantina, no Rio Grande do Sul. O distrito possui  cerca de 1 000 habitantes e está situado na região norte do município.